# Kurt Sieveking
Kurt Sieveking (ur. 21 grudnia 1897 w Hamburgu, zm. 16 marca 1986 tamże) – niemiecki polityk, prawnik i dyplomata, związany z CDU, burmistrz Hamburga (1953–1957), przewodniczący Bundesratu (1956–1957).
Konsul generalny Niemiec w Szwecji (1951–1953).

## Życiorys
Sieveking pochodził ze znanej i zasłużonej hamburskiej rodziny. Jego pradziadek Friedrich Sieveking pełnił funkcję burmistrza Hamburga w latach sześćdziesiątych XIX wieku. Dorastał w rodzinnym mieście, gdzie uczęszczał do szkoły powszechnej Johanneum i szkoły średniej, którą ukończył w 1914 roku.
Sieveking walczył jako ochotnik na froncie I wojny światowej. Podczas wypadku w trakcie szkolenia lotniczego w 1917 roku stracił lewą rękę. Po zakończeniu wojny studiował prawo na Uniwersytetach w Heidelbergu, Monachium i Marburgu i zaangażował sie w działalność Deutsche Volkspartei. W 1922 ukończył studia i obronił pracę doktorską, uzyskując tytuł doktora nauk prawnych. W latach 1923–1924 pracował w Ministerstwie Spraw Zagranicznych, a następnie w jednym z berlińskich banków. Po zdaniu w 1925 drugiego prawniczego egzaminu państwowego, rozpoczął pracę jako adwokat w Hamburgu. Od 1936 był zatrudniony jako prawnik w hamburskim banku M.M. Warburg & Co. W 1944 został wcielony do Wehrmachtu i skierowany na front w Danii.

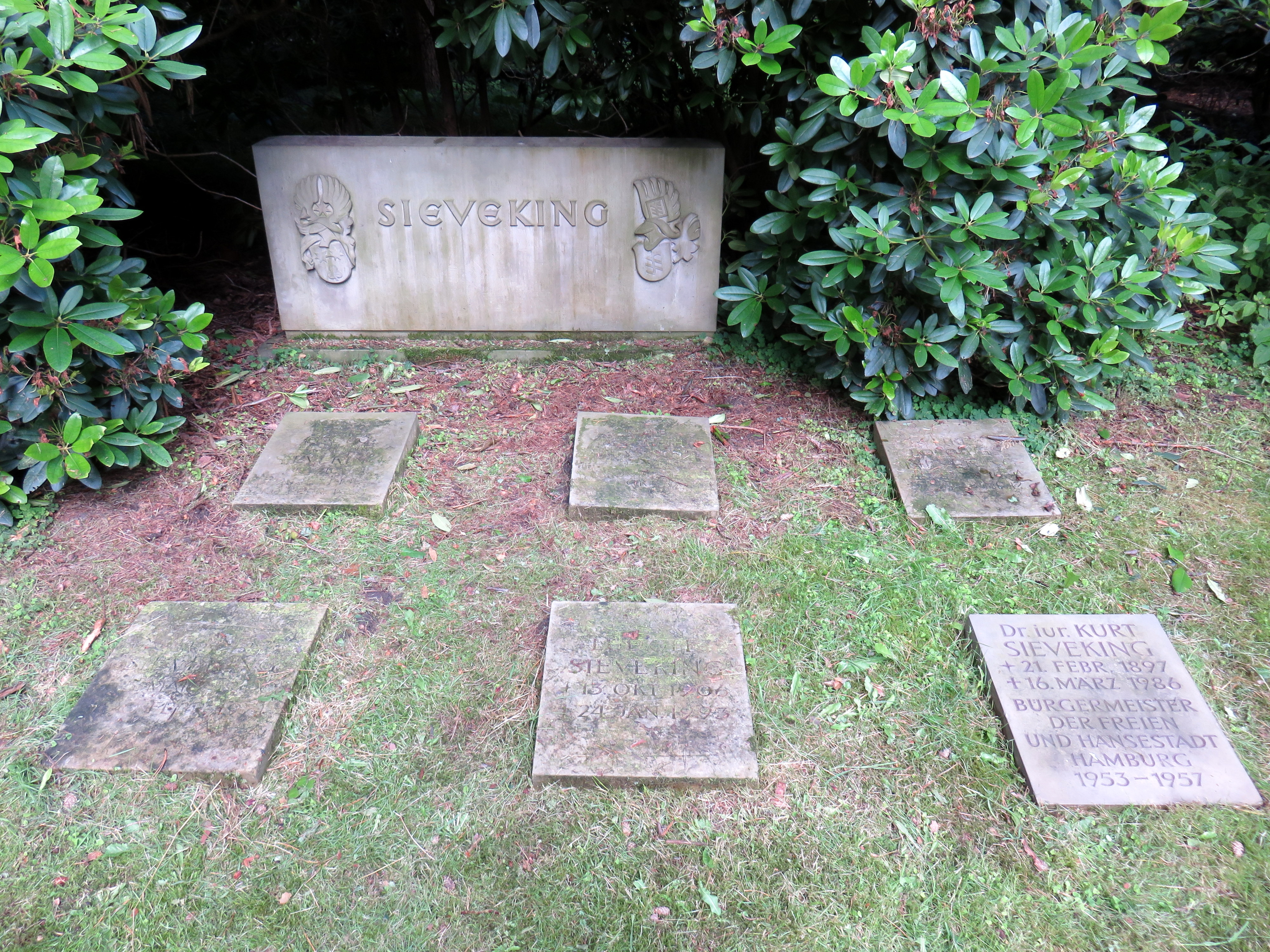
Grób rodziny Sieveking w Hamburgu-Ohlsdorfie

1 grudnia 1945 został mianowany przez burmistrza Rudolfa Petersena na szefa jego biura i głównego radcę prawnego Senatu Hamburga, będąc jednocześnie łącznikiem w kontaktach z brytyjskim władzami okupacyjnym. W 1951 wyjechał do Sztokholmu, gdzie kierował niemiecką ambasadą. 2 grudnia 1953 został wybrany na burmistrza Hamburga jako następca Maxa Brauera (SPD), pełniąc funkcję przez pełną czteroletnią kadencję. Od 1956 do 1957 był przewodniczącym Bundesratu.  Był deputowanym parlamentu Hamburga do 1965, gdzie w latach 1957–1962 przewodniczył frakcji parlamentarnej CDU. Po wycofaniu się z polityki w 1965 wznowił praktykę adwokacką. Był również członkiem rady nadzorczej Norddeutscher Rundfunk.
Był żonaty z Ellen Ruperti, miał trójkę dzieci. Zmarł w Hamburgu w wieku 88 lat i został pochowany na cmentarzu Ohlsdorf.